# Karl-Schmidt-Straße 5e

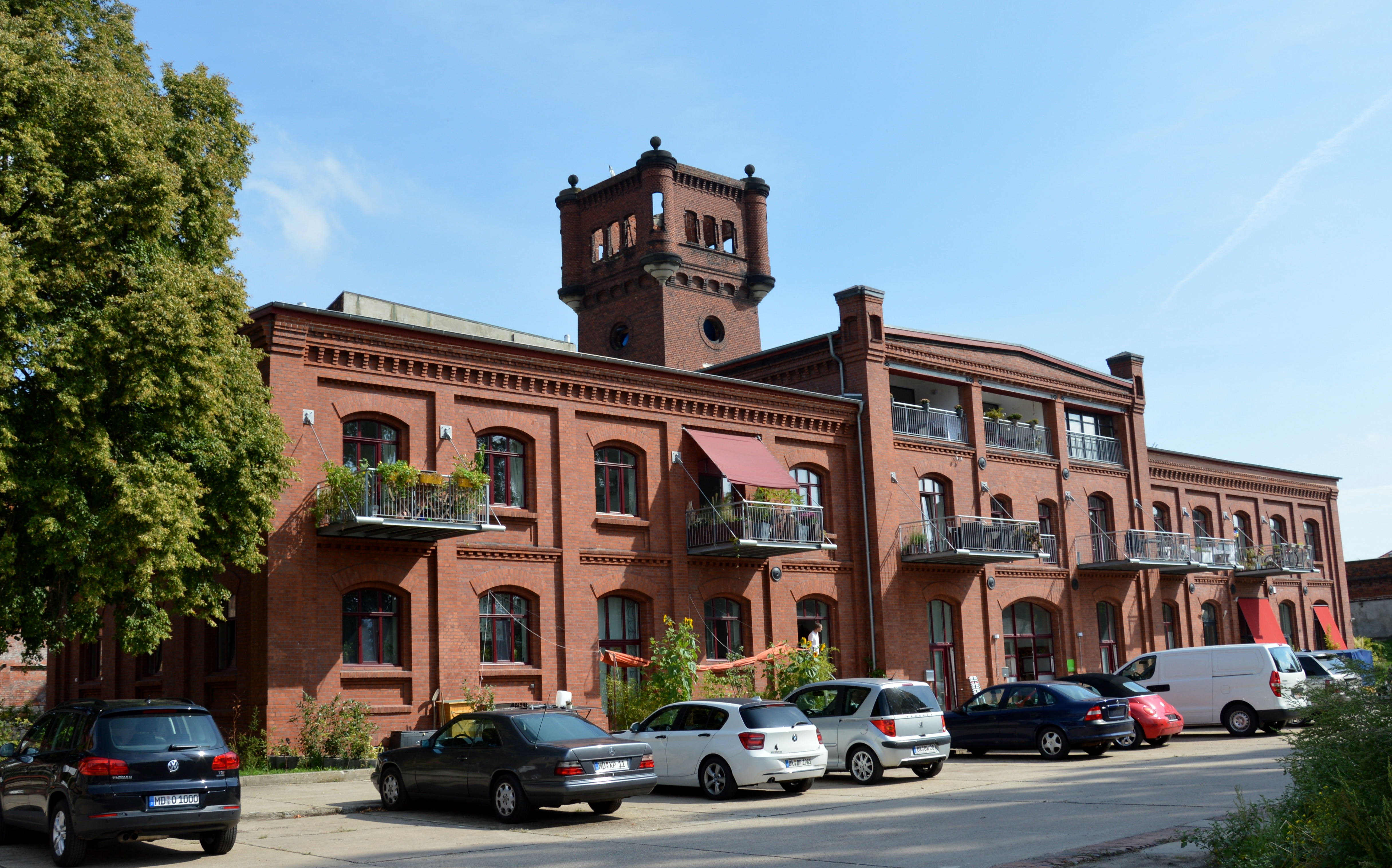
Karl-Schmidt-Straße 5e

Das Gebäude Karl-Schmidt-Straße 5e ist ein denkmalgeschütztes Bauwerk im Magdeburger Stadtteil Buckau in Sachsen-Anhalt.

## Lage
Es befindet sich westlich der Karl-Schmidt-Straße und südlich der Kapellenstraße im westlichen Teil Buckaus. Etwas weiter westlich verläuft die Bahnstrecke Magdeburg–Leipzig.

## Anlage
Das Gebäude entstand zwischen 1883 und 1886 als Magazingebäude mit Wasserturm für die Königlich Preußische Eisenbahn-Hauptwerkstatt Buckau als Teil einer nach Plänen des preußischen Eisenbahn-Baubeamten Horn ausgeführten Werkserweiterung. Es entstand ein breiter, symmetrischer Bau aus rotem Klinker-Mauerwerk. Der mittlere Teil ist dreigeschossig und verfügte über ein Gleisportal. Die seitlichen Flügel sind jeweils zweigeschossig und wurden ursprünglich von einer Attika bekrönt. Vor der Ostseite des Mittelbaus steht der 23 Meter hohe Wasserturm. Der Grundriss des sich nach oben verjüngenden Turms ist quadratisch bei einer Kantenlänge von sechs Metern. Der Kopf des Turms ist mit runden Ecktürmchen verziert und enthält den Wasserbehälter.
Nach Stilllegung des Werkstattbetriebs und Sanierung des Gebäudes dient es heute Wohnzwecken. Im örtlichen Denkmalverzeichnis ist das Gebäude unter der Erfassungsnummer 094 71140  als Baudenkmal verzeichnet.